# Margriet Baers
Margriet Baers (Antwerpen, 26 mei 1889 - 12 oktober 1922) was een Belgisch maatschappelijk werkster en feministe.

## Levensloop
Nadat ze haar middelbare studies had voltooid, wenste haar zus Maria Baers haar te introduceren in de sociale vrouwenbeweging in Antwerpen. Ze wilde zich echter eerst door studie bekwamen.
Ze volgde de cursussen aan het Belpaire-instituut, alsook de lessen gegeven door de dominicanen in de 'sociale studiekringen'.
Aangezien in 1913 de Katholieke Universiteit Leuven nog geen vrouwen als studenten aanvaardde, trok ze naar Freiburg in Zwitserland en promoveerde er in 1918 tot doctor in de wijsbegeerte. Ze werd aldus de eerste katholieke vrouw in Vlaanderen om een academische doctorstitel te behalen. Vervolgens studeerde ze in Genève experimentele psychologie.
Terug in België werd ze in 1919 directrice van de Katholieke Vlaamse Hogeschool voor Vrouwen, die ze mee hielp oprichten. Ze doceerde er psychologie en legde mee de basis voor een wetenschappelijk verantwoorde vorming voor vrouwen. Een vroegtijdige dood maakte een einde aan haar activiteiten, daar waar haar zus nog gedurende meer dan drie decennia belangrijke activiteiten zou verder zetten in de katholieke vrouwenbeweging.

## Publicaties
- La culture intégrale et la spécialisation, 1919.